# Col du Pin-Bouchain
Le col du Pin-Bouchain est un col de montagne situé entre les départements français du Rhône et de la Loire. C'est le point culminant de la RN 7 à 759 m d'altitude.

## Géographie

### Situation
Le col est situé au hameau de la Chapelle, à 10 kilomètres au nord-ouest de Tarare, accessible par une route avec de nombreux virages, et à 30 kilomètres au sud-est de Roanne. Il se trouve sur la ligne de partage des eaux Atlantique-Méditerranée. Il est traversé par le sentier GR 7.

### Trafic routier
De nombreux automobilistes empruntent le col du Pin-Bouchain chaque jour. Il est classé parmi les 50 principaux « points noirs » du réseau national recensés en 2007 par la Sécurité routière ; il est en effet particulièrement accidentogène.
Ceci étant, des travaux visant à réduire le nombre d'accidents par le nombre de créneaux de dépassement, ainsi que la réfection du revêtement avec un enrobé haute adhérence, ont considérablement réduit le nombre d'accidents sur la portion entre Tarare et le col.
On observe une déclivité de 6 % sur 7 km sur la pente côté Tarare, ainsi que des limitations de vitesse à 30 km/h imposées dans les deux sens.

## Histoire

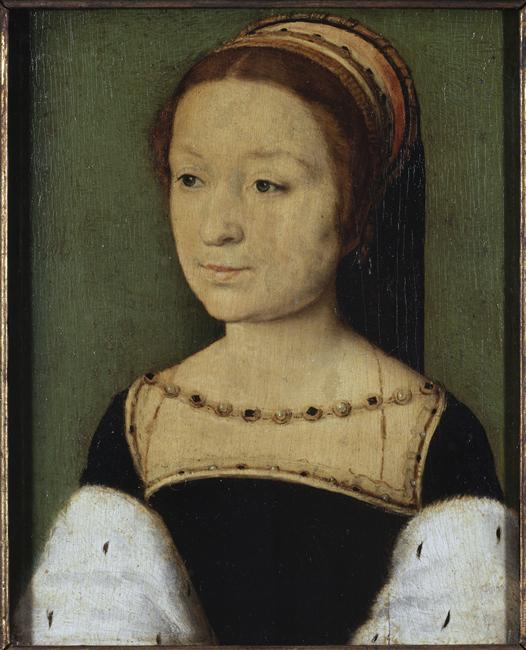
Madeleine de France.

En 1536, François Ier négocie le mariage de sa fille Madeleine de France avec Jacques V d'Écosse lors d'une rencontre organisée au col du Pin-Bouchain. Madeleine l'épouse l'année suivante avant de décéder de phtisie en Écosse, cette même année.
En 1802, un relais de poste est installé au hameau du Pin-Bouchain, à deux kilomètres en contrebas du col, à l'ouest, sur l'actuelle commune de Machézal. Napoléon Ier s'y arrête à plusieurs reprises, notamment sur la route vers la campagne d'Égypte, puis au retour de Lyon lors d'un voyage avec Joséphine de Beauharnais, et enfin le 23 avril 1814 sur la route de l'exil à l'île d'Elbe. À cette occasion, il commande deux œufs au plat ou une omelette. L'addition s'élevant à « un louis de 24 livres par œuf », l'empereur questionne : « Les œufs sont-ils si rares dans votre pays pour qu'ils soient si chers ? », ce à quoi Sophie Vallier, la fille de l'aubergiste aurait répondu « Sire, ce ne sont pas les œufs qui sont rares ici, ce sont les empereurs ». La même Sophie Vallier conduit l'empereur vers Tarare, par une nuit glaciale, à travers le brouillard et sur une route enneigée. Plus tard, en remerciements, il lui fait parvenir un service de six tasses gravées au nom de la jeune femme. Pour le centenaire de l'événement, Le Petit Journal relate grossièrement la scène. La reproduction est offerte au patron de l'auberge du Perroquet, située à mi-chemin entre l'ancien relais de poste et le col. L'établissement joue longtemps de l'ambiguïté sur le lieu où se serait déroulée la scène,.
Le col du Pin-Bouchain est le premier col franchi par le Tour de France, lors de la première étape de la première édition.

## Dans la culture
Madame de Sévigné décrit le col comme une « montagne qu'on ne passe jamais qu'entre deux soleils ».